# Abrostola agnorista
Abrostola agnorista là một loài bướm đêm thuộc họ Noctuidae. Nó được tìm thấy ở România, ex-Yugoslavia, Albania, Bulgaria, Hy Lạp, Ý, Pháp và Hungary.
Sải cánh dài 24–32 mm. Con trưởng thành bay từ tháng 5 đến tháng 9 làm hai đợt tùy theo địa điểm.
Ấu trùng ăn các loài Parietaria officinalis và Urtica.